# Bredereck-Synthese
Die Bredereck-Synthese, auch Bredereck-Imidazol-Synthese, ist eine Namensreaktion in der Organischen Chemie. Erstmals beschrieben wurde sie 1953 vom deutschen Chemiker Hellmut Bredereck (1904–1981). Sie dient der Synthese von 4,5-disubstituierten Imidazolen.

## Übersichtsreaktion
Diese Reaktion erlaubt es, ausgehend von einem α-Hydroxyketon (Acyloin) (R1, R2 = Alkyl), 4,5-disubstituiertes Imidazol zu synthetisieren.

## Reaktionsmechanismus
Im vorgeschlagenen Reaktionsmechanismus reagiert bei Temperaturen zwischen 150 °C und 180 °C das α-Hydroxyketon 1 mit Formamid zu 2. Unter Wasserabspaltung kommt es zur Bildung des Keto-Enol-Gleichgewichts. Die Keto-Form reagiert mit Formamid zu 3. Nach dem Abspalten von Wasser entsteht das Carbonsäureamid 4. Durch das Abspalten von Ameisensäure kommt es zur Bildung des 4,5-disubstituierten Imidazols 5.

## Varianten
Analog zum obigen Mechanismus kann auch ein α-Halogenketon mit Formamid zu einem Imidazol umgesetzt werden. Ähnlich ist diese Reaktion der Imidazol-Synthese nach R. Weidenhagen. Hier wird in Anwesenheit von Kupfer(II)-Salzen das α-Hydroxyketon mit Ammoniak und Formaldehyd zur Reaktion gebracht.